# Manfred Schneider
Manfred Schneider, född 9 oktober 1941 i Schwerin i Tyskland, är en östtysk roddare.
Han tog OS-brons i åtta med styrman i samband med de olympiska roddtävlingarna 1972 i München.